# Tên người Ireland
Một tên cá nhân mang tính chính thức trong tiếng Ireland bao gồm một tên riêng và một tên họ. Tên họ trong tiếng Ireland nói chung đều được đặt dựa theo tên người cha trong từ nguyên, dù chúng không còn thực sự là tên gọi dựa theo người cha, như tên người Iceland. Hình thức của một tên họ biến đổi dựa theo việc là nam hay nữ, và trong trường hợp một người phụ nữ đã kết hôn, dựa theo việc cô ấy có nhận tên họ của người chồng hay không.
Một quy ước đặt tên truyền thống thay thế bao gồm tên riêng được nối với một cái tên đôi dựa theo phía họ người cha, thường là tên của cha và ông nội. Quy ước này không được sử dụng cho các mục đích chính thức, nhưng được khái quát hoá ở các khu vực Gaeltacht, hay các khu vực nói tiếng Ireland, và cũng có thể tồn tại ở một số khu vực nông thôn không phải Gaeltacht. Đôi khi tên của người mẹ hoặc bà có thể được sử dụng thay vì của cha hoặc ông nội.

## Ngữ nghĩa của tên riêng
Một tên riêng có thể được sửa đổi bằng một tính từ để phân biệt người được đặt tên với những người khác có cùng tên. Mór ("lớn/già") và Óg ("trẻ") được sử dụng để phân biệt cha và con trai, như junior và senior trong tiếng Anh, nhưng được đặt giữa tên riêng và tên họ: Seán Óg Ó Súilleabháin tương ứng với "John O'Sullivan Jr." (mặc dù các phiên bản tên gọi Anh hoá thường bỏ qua phần "O'" trong tên gọi).
Từ Beag/Beg, nghĩa là "nhỏ", có thể được sử dụng thay cho Óg. Điều này không nhất thiết biểu lộ rằng người trẻ hơn này có vóc dáng nhỏ bé, chỉ đơn thuần là trẻ hơn cha của người đó. Đôi khi beag sẽ được sử dụng để ngụ ý một đứa trẻ có vóc dáng nhỏ khi sinh, có thể vì lí do sinh non.
Các tính từ có thể biểu thị màu tóc cũng có thể được sử dụng, một cách đặc biệt không chính thức: Pádraig Rua ("Patrick tóc đỏ"), Máire Bhán ("Mary tóc đẹp").

## Tên họ và tiền tố
Tên họ của một người đàn ông thường có hình thức Ó/Ua (nghĩa là "hậu duệ") hoặc Mac ("con") được tiếp nối bởi sở hữu cách của một tên gọi, như trong Ó Dónaill ("hậu duệ của Dónall") hoặc Mac Lochlainn ("con trai của Lochlann").
Một người con trai sẽ có cùng tên họ với cha của cậu. Một tên họ của người con gái thay Ó bằng Ní (dạng rút gọn của Iníon Uí - "con gái của hậu duệ của") và Mac thay bằng Nic (dạng rút gọn của Iníon Mhic - "con gái của con trai của"); trong cả hai trường hợp tên tiếp theo sẽ bị nhược hoá (lenition) trong tiếng Ireland. Tuy nhiên, nếu phần thứ hai của tên họ bắt đầu với chữ C hoặc G, nó sẽ không bị nhược hoá sau Nic. Vì vậy, con gái của một người đàn ông tên là Ó Dónaill sẽ có tên họ là Ní Dhónaill; con gái của một người đàn ông tên là Mac Lochlainn sẽ có tên họ là Nic Lochlainn. Khi Anh hoá, tên gọi này có thể giữ lại cụm O' hoặc Mac, bất kể là nam hay nữ.
Nếu một người phụ nữ kết hôn, cô ấy có thể chọn nhận lấy tên họ của chồng. Trong trường hợp này, Ó được thay thế bởi Bean Uí ("vợ của hậu duệ của") và Mac được thay thế bởi Bean Mhic ("vợ của con trai của"). Trong cả hai trường hợp, bean có thể được bỏ qua, trong trường hợp người phụ nữ chỉ sử dụng Uí hoặc Mhic. Một lần nữa, phần thứ hai của tên họ này sẽ bị nhược hoá (trừ khi nó bắt đầu bằng chữ C hoặc "G", trong trường hợp nó chỉ bị nhược hoá phía sau Uí). Do đó, một phụ nữ kết hôn với một người đàn ông tên là Ó Dónaill có thể chọn sử dụng tên Bean Uí Dhónaill ('Bà O'Donnell' trong tiếng Anh) hoặc Uí Dhónaill làm tên họ; một phụ nữ kết hôn với một người đàn ông tên là Mac Lochlainn có thể chọn sử dụng tên Bean Mhic Lochlainn ('Bà McLaughlin' trong tiếng Anh) hoặc Mhic Lochlainn làm tên họ.
Nếu phần thứ hai của họ bắt đầu bằng một nguyên âm, dạng Ó sẽ gắn thêm một chữ h vào đó, để thành Ó hUiginn (O'Higgins) hoặc Ó hAodha (Hughes). Các dạng khác đều không thay đổi: Ní Uiginn, (Bean) Uí Uiginn; Mac Aodha, Nic Aodha, Mhic Aodha, vân vân.
Mag thường được sử dụng thay cho Mac trước một nguyên âm hoặc (đôi khi) là âm câm fh. Hình thức của nữ duy nhất của "Mag" là "Nig". Ua là một dạng thay thế của Ó.
Một số tên gọi có nguồn gốc Norman có tiền tố Fitz, từ từ tiếng Latin filius "con trai", như Fitzwilliam, Fitzgerald, vân vân. Một vài tên họ có gốc Norman có thể có tiền tố "de", như de Búrca, de Paor, hoặc de Róiste.
| Nam  | Nghĩa          | Anh hoá   | Con gái | Vợ   | Ví dụ                                                                                      |
| ---- | -------------- | --------- | ------- | ---- | ------------------------------------------------------------------------------------------ |
| Mac  | con trai (của) | Mc/Mac/M' | Nic     | Mhic | Seán Mac Mathúna, Máire Mhic Mhathúna (vợ của Seán), Aoife Nic Mhathúna (con gái của Seán) |
| Ó/Ua | hậu duệ (của)  | O'        | Ní      | Uí   | Pól Ó Murchú, Mairéad Uí Mhurchú (vợ của Pól), Gráinne Ní Mhurchú (con gái của Pól)        |

## Tên theo người cha và các cụm bổ sung
Nhiều tên họ của người Ireland tập trung ở các vùng đặc biệt của đất nước và có những khu vực mà một tên họ duy nhất có thể chiếm một phần lớn dân số. Các ví dụ bao gồm O'Reilly ở hạt Cavan, Ryan ở hạt Tipperary và phía Đông hạt Limerick, hay O'Sullivan trong bán đảo Beara ở Tây Cork; hay các khu vực, như Glenullin ở vùng Sperrins, nơi có một số tên họ nổi trội (trong trường hợp đó là O'Kane, Mullan, McNicholl và một vài tên khác). Trong những trường hợp như vậy, họ cũng có thể được có một cụm bổ sung trong ngữ cảnh thông dụng để phân biệt một nhóm có cùng họ với nhau.
Điều này đôi khi bắt nguồn từ một cái tên theo tên cha đơn giản – tức là, một James có cha là Harry có thể được nhắc tới là James của Harry – nhưng có thể được chuyển sang thế hệ sau, do đó con trai Pat của James có thể là Pat của Harry. Điều này cũng có thể xảy ra nếu một người trở nên nổi tiếng bởi một biệt danh: con của ông có thể lấy biệt danh của cha để bổ sung cho mình. Ví dụ, nếu Seán O'Brien thường được gọi là "Badger", con trai Patrick của ông có thể được gọi bằng tên thường ngày là Pat Badger, và tên trên giấy tờ là Patrick O'Brien (B).
Ở Tipperary, các cụm bổ sung đặc biệt phổ biến trong số những người mang tên họ Ryan. Các ví dụ bao gồm Ryan Lacken, Ryan Luke và Ryan Doc. Một người đàn ông đã được đặt tên thánh là Thomas Ryan có thể được gọi là Tommy Doc, và gia đình của anh ta có thể được gọi là nhà Doc (the Docs). Mặc dù cụm bổ sung không phải là một phần của tên riêng thức của một người, nhưng nó có thể được sử dụng trong địa chỉ bưu điện, trên một sổ bản đăng ký bầu cử hoặc trong các bản tin của báo chí. Trong những trường hợp như vậy, Tommy Doc có thể được viết là Thomas Ryan (D).

### Các tên gọi Gaeltacht truyền thống
Trong các khu vực Gaeltacht (khu vực nói tiếng Ireland), người ta thường sử dụng một cái tên bao gồm tên riêng, tiếp theo là tên của cha trong sở hữu cách, tiếp theo là tên của ông nội, cũng trong sở hữu cách. Do đó, Seán Ó Cathasaigh (Seán O'Casey), con trai của Pól, con trai của Séamus, có thể được hàng xóm gọi là Seán Phóil Shéamuis. Đôi khi, nếu mẹ hoặc bà là một người nổi tiếng tại địa phương, tên của cô có thể được sử dụng thay vì của cha hoặc ông nội. Nếu tên của người mẹ được sử dụng, thì người bà của bà ngoại (hoặc bà nói chung) có thể tiếp nối nó, ví dụ như Máire Sally Eoghain.
Những tên này không được sử dụng cho các mục đích chính thức. Thông thường một biệt hiệu hoặc phiên bản tiếng Anh của một cái tên được sử dụng trong cụm tên được bố trí của họ, nơi mà người đó sẽ sử dụng một dạng Ireland tiêu chuẩn trong hoàn cảnh chính thức. Ví dụ, ca sĩ dòng sean-nós nổi tiếng Seán Mac Dhonnchadha có thể được biết nhiều với tên gọi Johnny Mhairtín Learaí.
Hệ thống đặt tên này cũng tồn tại ở một mức độ nhất định ở các vùng nông thôn bên ngoài vùng tồn tại Gaeltacht. Hệ thống có thể đặc biệt hữu ích cho việc phân biệt các cá nhân sống ở cùng một địa phương, và những người có chung một họ chung nhưng không liên quan chặt chẽ. Ví dụ, hai cá nhân cùng có tên John McEldowney có thể được gọi tương ứng là "John Patsy Den" và "John Mary Philip". Thậm chí các dạng Ireland đôi khi cũng tồn tại ở các phần của Sperrins, do đó trong số các gia đình chính của Glenullin, một số nhánh được gọi theo các dạng cha/ông nội như Pháidí Shéamais hoặc Bhrian Dhónaill.

## Ví dụ của tên riêng và tên họ

### Các ví dụ tiêu biểu của tên riêng và tên họ
Hầu hết người Ireland sử dụng dạng tiếng Anh (hoặc ít nhất là Anh hoá) của tên họ trong các ngữ cảnh nói tiếng Anh và các dạng tiếng Ireland trong các ngữ cảnh nói tiếng Ireland. Tên gọi tiếng Ireland của một số người nổi tiếng bao gồm:
| Tên tiếng Anh/Anh hoá                  | Tên tiếng Ireland                  | Chú thích |
| -------------------------------------- | ---------------------------------- | --- |
| Bertie Ahern                           | Parthalán Ó hEachthiarn            | Thủ tướng Ireland từ 1997 tới 2008. |
| Thomas Ashe                            | Tomás Ághas                        | Thành viên của Liên đoàn Gael |
| Harry Boland                           | Éinrí Eoin Ó Beólláin              | |
| Moya Brennan                           | Máire Ní Bhraonáin                 | Cách đọc theo tiếng Ireland giống như tên khai sinh |
| Daniel Buckley                         | Dainéil Ó Buachalla                | Người sống sót của tàu RMS Titanic |
| Turlough Carolan                       | Toirdhealbhach Ó Cearbhalláin      | Nhạc sĩ và nghệ sĩ chơi đàn hạc người Ireland |
| Edward Carson                          | Éamon Mac Arsúin                   | Lãnh đạo đảng Hợp nhất |
| Erskine Childers                       | Earchta Ó Slatiascaigh             | Tác giả và nhà ái quốc người Ireland, có con trai là Tổng thống Ireland, và cháu trai là một phóng viên và uỷ viên Liên Hợp Quốc.                           |
| Michael Collins                        | Mícheál Eoin Ó Coileáin            | kí Hiệp ước Anh-Ireland với tên bằng tiếng Ireland |
| Michael Corcoran                       | Mícheál Ó Corcráin                 | Tướng của Quân đội Liên bang miền Bắc |
| Liam Cosgrave                          | Liam Mac Cosgair                   | William(?) Thomas Cosgrave (con trai), Thủ tướng Ireland |
| W. T. Cosgrave                         | Liam Tomás Mac Cosgair             | William Thomas Cosgrave (cha), Chủ tịch Hội đồng Nhà nước                                                                                                   |
| Patrick S. Dinneen                     | Pádraig Ua Duinnín                 | Là một nhà khảo cổ và sử học người Ireland, và là một nhân vật hàng đầu trong thời kỳ Phục hưng Gael                                                        |
| Michael Joe Costello                   | Mícheál Seosamh Mac Oisdealb       | Tướng của Quân đội Ireland |
| Garret FitzGerald                      | Gearóid Mac Gearailt               | hai lần là Thủ tướng Ireland |
| John Ford                              | Seán O'Fearna                      | Diễn viên và đạo diễn người Mỹ gốc Ireland |
| Arthur Griffith                        | Art Ó Gríobhtha                    | Thành viên Liên đoàn Gael; người sáng lập và lãnh đạo của Sinn Féin; dùng chữ ký song ngữ trong Hiệp ước Anh-Ireland                                        |
| Patsy O'Hara                           | Peatsaí Ó hEadhra                  | |
| Charles Haughey                        | Cathal Ó hEochaidh                 | ba lần là Thủ tướng Ireland |
| Michael D. Higgins                     | Micheál Ó hUiggin                  | Tổng thống thứ 9 của Ireland |
| Douglas Hyde                           | Dubhghlas de hÍde                  | Tổng thống đầu tiên của Ireland; người sáng lập của CnaG |
| Ngài William Johnson, Đệ nhất Nam tước | Liam Mac Seáin                     | Đời thứ nhất của dòng dõi Nam tước Johnson của New York |
| John Fitzgerald Kennedy                | Seán Mac Gearailt Ó Cinnéide       | Tổng thống thứ 35 của Hoa Kỳ |
| Kitty Kiernan                          | Caitríona Nic Thiarnáin            | hôn thê của Michael Collins (lãnh đạo người Ireland) |
| Jack Lynch                             | Seán Ó Loingsigh                   | hai lần là Thủ tướng Ireland |
| Mary McAleese                          | Máire Mhic Ghiolla Íosa            | nhũ danh Mary Leneghan/Máire Ní Lionnacháin |
| Kevin McCarthy                         | Caoimhín Mac Cárthaigh             | Diễn viên |
| Liam Mellows                           | Liam Ó Maoilíosa                   | |
| Thomas Mooney                          | Tomás/Tomaltach Seosamh Ó'Maonaigh | Lãnh đạo Công đảng Ireland |
| Erin Moran                             | Éirinn Máire Ó Móráin              | Diễn viên người Mỹ gốc Ireland |
| Tiến sĩ Trevor Morrow                  | Trebhar Mac Murchadha              | Chủ tịch Giáo hội Trưởng Nhiệm (Presbyterian) Ireland |
| Richard Mulcahy                        | Risteárd Ó Maolchatha              | Chánh văn phòng của Cựu Quân đội Cộng hòa Ireland (Old IRA)                                                                                                 |
| Denis O'Brien                          | Denis Ó Briain                     | |
| JJ "Ginger" O'Connell                  | Irimia Seosamh Ó Conaill           | Sĩ quan Quân đội Ireland |
| John Carroll O'Connor                  | Sean Carroll Ó Conchobhair         | Diễn viên và nhà văn |
| Kevin O'Higgins                        | Caoimhín Ó hUiginn                 | Bộ trưởng Bộ Tư pháp và Phó Chủ tịch Hội đồng Nhà nước; không nên nhầm lẫn với quan chức gần đây hơn cùng trong Bộ Tư pháp, Bình đẳng và Cải cách Pháp luật |
| Seán T. O'Kelly                        | Seán T. Ó Ceallaigh                | Phó Chủ tịch Hội đồng Nhà nước, Phó Thủ tướng Ireland đầu tiên, Tổng thống Ireland                                                                          |
| Francis O'Neill                        | Proinsias Ó Néill                  | |
| Thomas Francis O'Rahilly               | Tomás Phroinsias Ó Rathaille       | học giả ngôn ngữ và văn hoá Celtic; đôi khi cũng "Rahilly" hoặc "Rahily"                                                                                    |
| Joseph O'Sullivan                      | Seosamh Ó Súilleabháin             | (tên gọi có thể rất phổ biến) |
| Patrick Pearse                         | Pádraig Mac Piarais                | CnaG; tổng biên tập của An Claidheamh Soluis; người sáng lập St. Enda's School                                                                              |
| Joseph Mary Plunkett                   | Seosamh Máire Pluincéad            | Thành viên Liên đoàn Gael; một lãnh đạo của cuộc Khởi nghĩa Phục sinh                                                                                       |
| John Edward Redmond                    | Seán Éamonn Mac Réamainn           | |
| Albert Reynolds                        | Ailbhe Mac Raghnaill               | Thủ tướng Ireland |
| Mary Robinson                          | Máire Bean Mhic Róibín             | (nhũ danh Máire de Búrca) |
| Cornelius Ryan                         | Cornelius Ó Riagháin               | Phóng viên chiến tranh và tác giả |
| Paddy Ryan                             | Padric Ó Riagháin                  | Võ sĩ quyền Anh hạng nặng người Mỹ gốc Ireland |
| Robert Gerard Sands                    | Roibeárd Gearóid Ó Seachnasaigh    | |
| Austin Stack                           | Aibhistín de Staic                 | |
| John L. Sullivan                       | Sean Ó Súilleabháin                | Nhà vô địch quyền Anh hạng nặng người Mỹ gốc Ireland |
| Gerard Toal                            | Gearóid Ó Tuathail                 | |
| Marion Morrison (John Wayne)           | Máire Micheál O'Muirgheasain       | Diễn viên người Mỹ gốc Ireland |

Một số người khác được biết nhiều hơn với tên tiếng Ireland hơn là tên tiếng Anh:
| Tên tiếng Ireland (Gael)    | Dạng tiếng Anh/Anh hoá           | Chú thích                                                                           |
| --------------------------- | -------------------------------- | ----------------------------------------------------------------------------------- |
| Dubhaltach Mac Fhirbhisigh  | Dudley Forbes                    | mặc dù cả Dubhaltach hoặc Fibrisigh đều không tương ứng với dạng Anh hoá            |
| Ruaidhrí Ó Flaithbheartaigh | Roderick O'Flaherty              |                                                                                     |
| Flaithrí Ó Maolconaire      | Florence Conry                   | (1560–1629, Tổng giám mục Tuam)                                                     |
| Gráinne Ní Mháille          | Grace O'Malley                   | cũng tồn tại rất nhiều cách đọc lại khác của tên cô bằng tiếng Ireland và tiếng Anh |
| Seán Bán Breathnach         | John Walsh "Trắng"               |                                                                                     |
| Séamus Ó Grianna            | James Greene                     | mặc dù Grianna không tương ứng về từ nguyên với tên tiếng Anh "Green" hoặc "Greene" |
| Gráinne Seoige              | Grace Joyce                      |                                                                                     |
| Eiléan Ní Chuilleanáin      | Ellen Cullen                     |                                                                                     |
| Antoine Ó Raifteiri         | Anthony Raftery                  |                                                                                     |
| Proinsias De Rossa          | Frank Ross                       |                                                                                     |
| Pádraig Harrington          | Patrick Harrington               |                                                                                     |
| Pádraig Ó Riain             | Patrick Ryan                     |                                                                                     |
| Pádraig Ó Siochfhradha      | Patrick O'Sugrue                 |                                                                                     |
| Padraig Ó Síocháin          | P. A. Sheehan                    |                                                                                     |
| Pádraig Ó Fiannachta        | Patrick Finnerty                 |                                                                                     |
| Lorcan Ua Tuathail          | Laurence O'Toole                 |                                                                                     |
| Dara Ó Briain               | Darragh O'Brien                  |                                                                                     |
| Doireann Ní Bhriain         | Doreen O'Brien                   |                                                                                     |
| Cathal Brugha               | Charles William St. John Burgess |                                                                                     |
| Éamon de Valera             | Edward De Valero                 |                                                                                     |